# Ранчос-Пенітас-Вест (Техас)
Ранчос-Пенітас-Вест (англ. Ranchos Penitas West) — переписна місцевість (CDP) в США, в окрузі Вебб штату Техас. Населення — 466 осіб (2020).

## Географія
Ранчос-Пенітас-Вест розташований за координатами 27°40′28″ пн. ш. 99°36′13″ зх. д. / 27.67444° пн. ш. 99.60361° зх. д. (27.674470, -99.603519).  За даними Бюро перепису населення США в 2010 році переписна місцевість мала площу 5,36 км², уся площа — суходіл.

## Демографія
Згідно з переписом 2010 року, у переписній місцевості мешкали 573 особи в 143 домогосподарствах у складі 122 родин. Густота населення становила 107 осіб/км².  Було 223 помешкання (42/км²).
Расовий склад населення:
| - 63,2 % — білих - 1,2 % — корінних американців - 0,3 % — чорних або афроамериканців - 33,2 % — осіб інших рас |

До двох чи більше рас належало 2,1 %. Частка іспаномовних становила 98,1 % від усіх жителів.
За віковим діапазоном населення розподілялося таким чином: 40,7 % — особи молодші 18 років, 54,6 % — особи у віці 18—64 років, 4,7 % — особи у віці 65 років та старші. Медіана віку мешканця становила 24,5 року. На 100 осіб жіночої статі у переписній місцевості припадало 109,9 чоловіків;  на 100 жінок у віці від 18 років та старших — 108,6 чоловіків також старших 18 років.
Середній дохід на одне домашнє господарство  становив 37 384 долари США (медіана — 30 667), а середній дохід на одну сім'ю — 34 238 доларів (медіана — 30 167). Медіана доходів становила 32 222 долари для чоловіків та 21 354 долари для жінок. За межею бідності перебувало 43,6 % осіб, у тому числі 61,8 % дітей у віці до 18 років та 30,6 % осіб у віці 65 років та старших.
Цивільне працевлаштоване населення становило 206 осіб. Основні галузі зайнятості: транспорт — 29,1 %, науковці, спеціалісти, менеджери — 20,4 %, освіта, охорона здоров'я та соціальна допомога — 16,0 %.